# موربیلانگا
موربیلانگا (به سوئدی: Mörbylånga) یک منطقهٔ مسکونی در سوئد است که در بخش موربیلانگا واقع شده‌است. موربیلانگا ۲٫۴۴ کیلومتر مربع مساحت و ۱٬۷۸۰ نفر جمعیت دارد.